# Táblahegy csillagkép

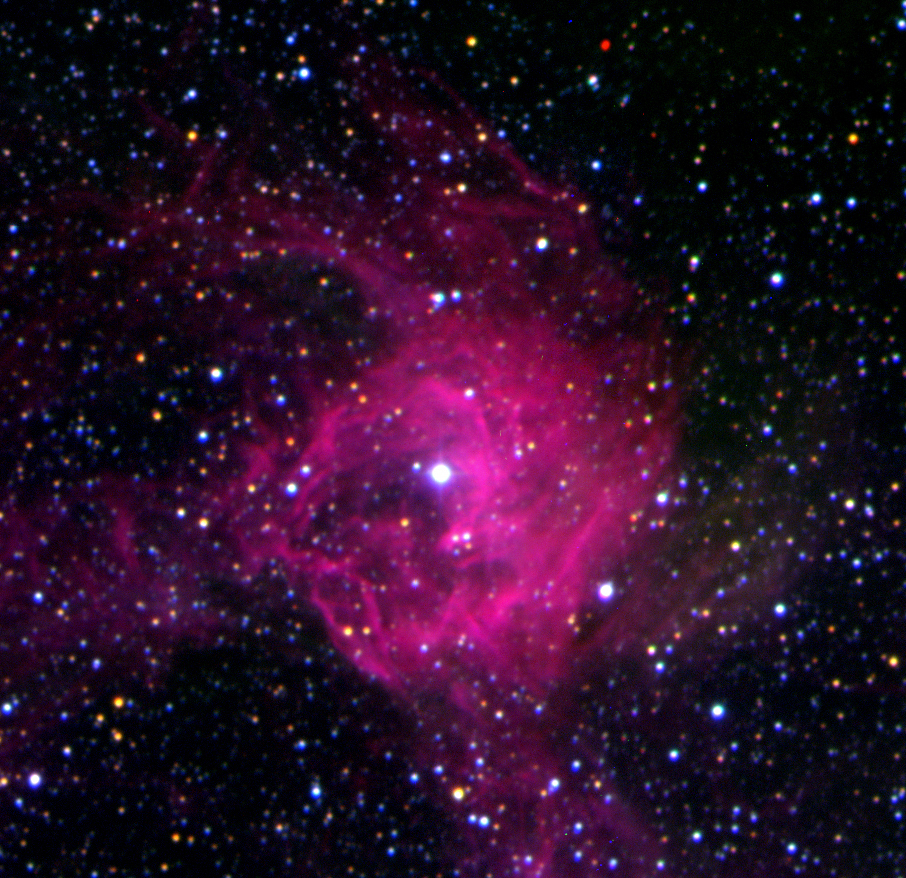
A Nagy Magellán-felhő a Táblahegy csillagkép része

A Táblahegy (latin: Mensa) egy csillagkép a déli égbolton.

## Története, mitológiája
Nicolas Louis de Lacaille nevezte el a csillagképet 1752-ben a dél-afrikai Fokváros mellett található Tábla-hegy (latin nevén Mons Mensae) után. Egyetlen nevezetessége az Aranyhal csillagképből átnyúló Nagy Magellán-felhő. Mivel modern csillagkép, nem kapcsolódik hozzá mitológiai történet.

## Látnivalók

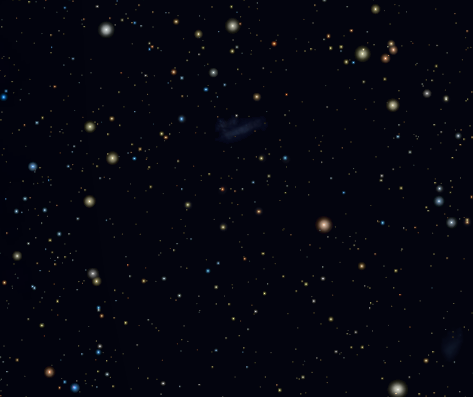
Táblahegy csillagkép

Legfényesebb tagja, az α Mensae is épphogy csak látható szabad szemmel; 5,09 magnitúdó fényességű, ezért a Táblahegy a leghalványabb csillagkép.

### Csillagok
- α Mensae: G5 V színképosztályú, 5,1 magnitúdós, sárga színű, mintegy 30 fényév távolságra lévő csillag.
- β Men: ötödrendű, körülbelül 130 fényév távolságra lévő csillag. Kevés látszik belőle, mert az Aranyhal csillagképből átnyúló Nagy Magellán-felhő eltakarja.
- γ Men: fényrendje 5,06, színképe K4, a távolsága 220 fényév.
- η Men: 190 fényév távolságra lévő, 5,28 magnitúdós csillag.
- π Men: G1 osztályú, 5, 65 magnitúdós, a távolsága 59,3 fényév.

### Mélyég-objektumok
Nem tartalmaz jelentős objektumokat, csak az északi határán látható a Nagy Magellán-felhő egy része.

## Fordítás
- Ez a szócikk részben vagy egészben  a    Mensa (constellation) című angol Wikipédia-szócikk fordításán alapul.  Az eredeti cikk szerkesztőit annak laptörténete sorolja fel. Ez a jelzés csupán a megfogalmazás eredetét és a szerzői jogokat jelzi, nem szolgál a cikkben szereplő információk forrásmegjelöléseként.